# Kaltenlengsfeld
Kaltenlengsfeld is een ortsteil van de Duitse stad Kaltennordheim in Thüringen. Op 31 december 2013 fuseerde de tot dan toe zelfstandige gemeente Kaltenlengsfeld met de stad Kaltennordheim en de gemeenten Andenhausen, Fischbach/Rhön en Klings, de Verwaltungsgemeinschaft Oberes Feldatal werd tegelijkertijd opgeheven.